# Leopold Vrána
Leopold Vrána (16. listopadu 1911 Hranice – 12. listopadu 1991 Nový Jičín) byl český důstojník a partyzánský velitel v období druhé světové války.

## Život

### Před druhou světovou válkou
Leopold Vrána se narodil 16. listopadu 1911 v Hranicích v početné rodině drážního dělníka. Stal se vojákem z povolání a mezi lety 1936 a 1937 vystudoval Vojenskou akademii v rodném městě, poté až do rozpadu Československa sloužil u telegrafního praporu 3 v Trnavě. Dosáhl hodnosti poručíka.

### Druhá světová válka
V den německé okupace v březnu 1939 se Leopold Vrátil ze Slovenska, zůstal v armádě a stal se příslušníkem Vládního vojska. Sloužil jako velitel spojovací čety v Lipníku nad Bečvou. V roce 1942 se oženil se s magistrou farmacie Julianou Šimečkovou, manželům se v roce 1944 narodil syn Leopold. V květnu téhož roku byl jako velitele spojovací čety odeslán i s jednotkou do severní Itálie, konkrétně do prostoru Turína. Zde 26. června 1944 zběhl s dalšími padesáti muži k partyzánům. U nich utvořili základ oddílu distacamento Ceco působícího v rámci 49. garibaldiovské partyzánské brigády pod velením Leopodla Vrány. Mj. se oddíl 11. srpna 1944 účastnil vítězného střetu s přesilou v údolí Valle Orco u Ceresole Reale, při které zahynulo i několik důstojníků nepřítele. Dne 12. září 1944 přešla Vránova jednotka a jednotka Jana Moťky Alpy do francouzského Bonneville. Ve Francii se pak všichni přihlásili do Československá samostatné obrněné brigády. Leopold Vrána byl odeslán do Spojeného království, kde do konce války působil jako zástupce velitele výcvikové skupiny radiotelegrafistů v československém tankovém výcvikovém středisku v Bernard Castle. Dosáhl hodnosti kapitána.

### Po druhé světové válce
Leopold Vrána se vrátil do Československa v 27. září 1945, před tím ještě od července působil jako pobočník velitele Československého výcvikového střediska v Great Shelfordu. V listopadu téhož roku nastoupil ke studiu na Vysoké škole válečné v Praze. Úspěšně jí v roce 1947 ukončil, přesto k 1. listopadu téhož roku na vlastní žádost odešel v hodnosti štábního kapitána do zálohy a začal se se svou manželkou věnovat podnikání ve farmacii. Farmacii dálkově vystudoval na Karlově univerzitě. Podnikání byl nucen ukončit po komunistickém převratu v roce 1948, poté pracoval už jenom jako řadový farmaceut. Jako bývalý příslušník Vládního vojska a západní jednotky Československé armády v zahraničí byl degradován na vojína a několikrát vyslýchán Státní bezpečností v Ostravě. Uklidnění poměrů mu přinesla až šedesátá léta, do odchodu do důchodu v roce 1978 pak pracoval na Okresním úřadu národního zdraví v Novém Jičíně. Pravidelně se účastnil setkání příslušníků své bývalé partyzánské skupiny. 
Zemřel 12. listopadu 1991 v Novém Jičíně na infarkt ve věku 79 let.

## Vyznamenání
- Československý válečný kříž 1939
- Československá medaile za zásluhy I. stupně
- Pamětní medaile československé armády v zahraničí
- Odznak Československého partyzána
- Medaglia Garibaldina